# Stefano Bossi
Stefano Bossi (Trieste, 13 novembre 1994) è un cestista italiano.

## Carriera

### Club
Cresciuto cestisticamente nella Azzurra Trieste, nel 2011 approda alla Snaidero Udine  dove esordisce a soli 16 anni nella seconda serie Italiana. L'anno successivo visto il fallimento della Snaidero, rimane a Udine sponda Gsa, disputando la DNB . Nella stagione 2012/2013 si trasferisce all'Aquila Basket Trento nuovamente in Legadue. Durante questa stagione colleziona diverse presenze con la prima squadra e contribuisce alla vittoria della Coppa Italia di categoria.
Nell'estate del 2013 approda alla Pallacanestro Trapani (Legadue gold) allenata da coach Lino Lardo, venendo confermato anche per la stagione successiva.
Dal 2015 si trasferisce in prestito biennale alla Pallacanestro Trieste, con la quale nella stagione 2015-2016 conquista i playoff promozione (in cui mantiene una media di 11.8 punti a partita) e partecipa all'All Star game.
Nella stagione 2019-2020 (conclusa anticipatamente causa Covid-19) veste la maglia della Pall.Orzinuovi (LNP Serie A2) girone Est chiudendo la stagione con 14,2 punti, 5,2 assist e 4,5 rimbalzi a partita. Risultando primo per valutazione tra gli italiani (16,4) e secondo assoluto negli assist (5,2). Al termine della stagione viene nominato MIP-Most improved Player (Giocatore più migliorato) dell'intero campionato di Serie A2.
Il 30 ottobre 2019 in maglia Pallacanestro Orzinuovi,alla quinta giornata del girone di andata contro la Tezenis Verona registra 14 assist (career high). Record assoluto per un giocatore italiano nella storia della Serie A2 a pari merito con Guido Rosselli.

### Nazionale
Esordisce con l'Italia under 20 agli Europei del 2014 aiutando la sua nazionale a posizionarsi decima nel tabellone finale segnando 6.6 punti a partita con il 40% da 3 e il 91% ai tiri liberi in 14.8 minuti